# Catedral metropolitana de San Luis Potosí

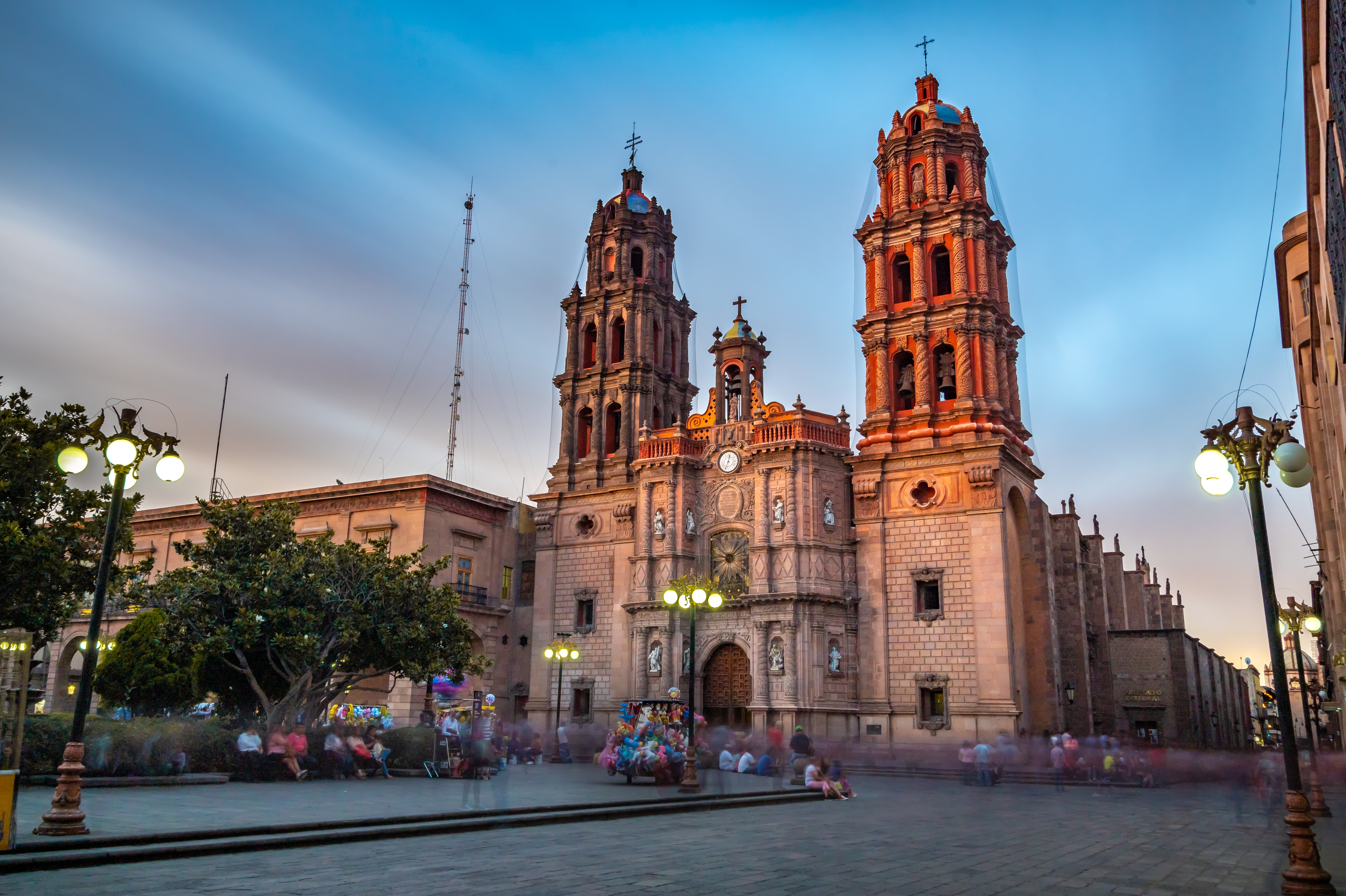
Vista de la plaza y la catedral

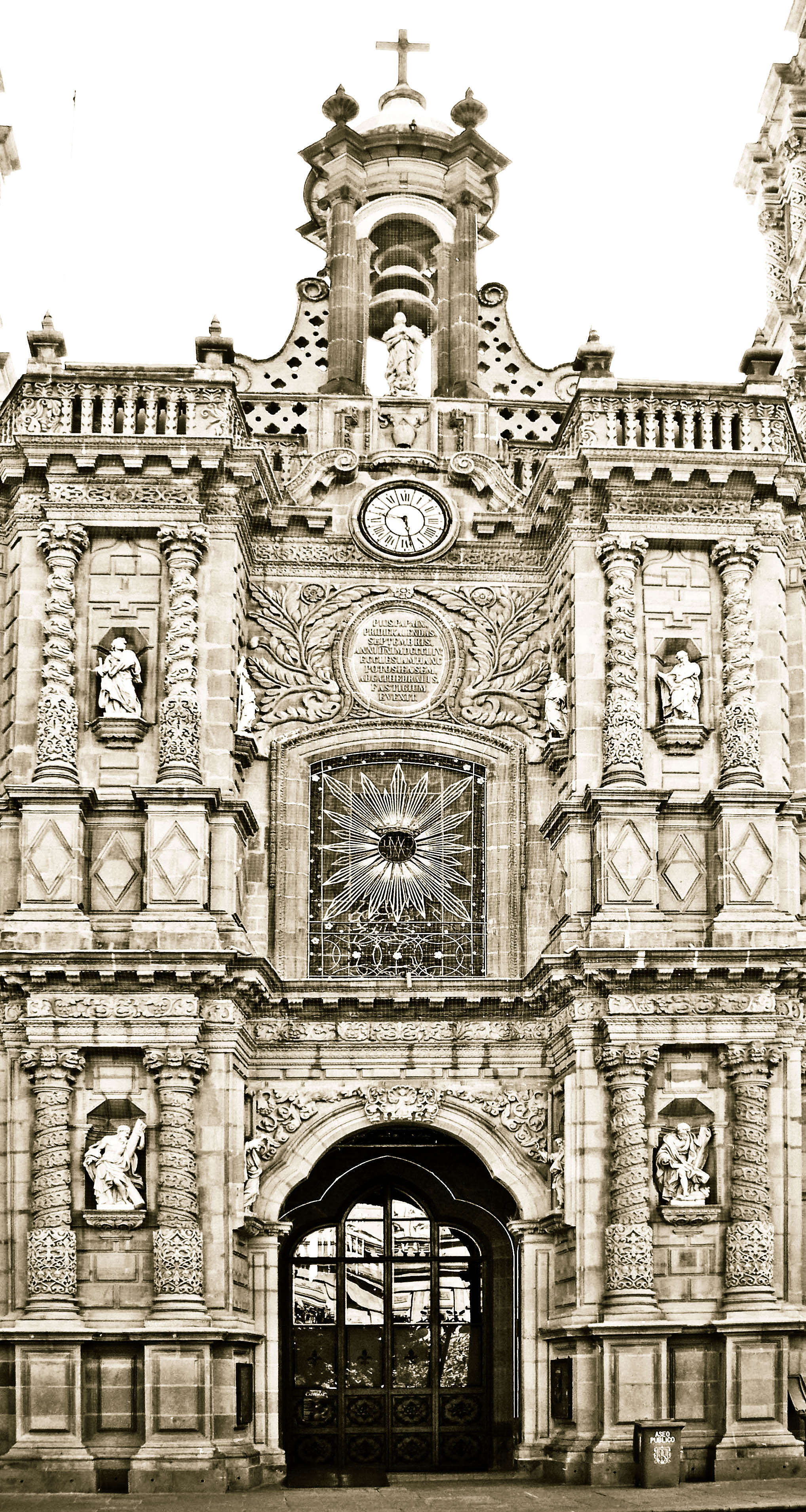
Detalle de la fachada de la catedral

La Catedral Metropolitana de San Luis Potosí, oficialmente Catedral de Nuestra Señora de la Expectación, es la sede de la Arquidiócesis de San Luis Potosí y uno de los principales templos de la Iglesia católica en México. Como iglesia catedral es la sede permanente del arzobispo de San Luis Potosí y está dedicada a Nuestra Señora de la O. 
Se ubica en la Plaza de Armas del municipio de San Luis Potosí, capital del estado homónimo. El Instituto Nacional de Antropología e Historia (INAH) la declaró monumento histórico el 16 de noviembre de 1935.

## Historia
Anteriormente sobre el lugar se levantaba una antigua parroquia, siendo muy modesta, con muros de adobe y techo de tejamanil, la cual databa de 1592. Duró muy poco tiempo, ya que se demolió para levantar una de mayores dimensiones. Pero debido a la riqueza resultante de la explotación de las minas de oro y plata provenientes de las zonas cercanas a la ciudad (principalmente del Cerro de San Pedro), fue que se levantaron los grandes y opulentos templos y conventos. Para el año de 1670, se demolió el edificio para levantar un templo de mayores dimensiones, de cal y canto. Las obras fueron dirigidas por el maestro Nicolás Sánchez. Se terminó el conjunto en 1730.
Como catedral, se consagró el edificio en agosto del año 1854, bajo el pontificado del papa Pío IX. Motivo por el cual comenzaron las obras de remodelación y ampliación del templo. En 1896 con motivo del jubileo episcopal del prelado Ignacio Montes de Oca y Obregón, 4.º Obispo de San Luis Potosí, se ordenó decorar totalmente el interior.
La catedral cuenta con un amplio seguro que la protege de cualquier siniestro como el incendio de la catedral de Notre Dame de París. La catedral ha contado con esto seguro por más de dos décadas.

## Arquitectura
De fachada principal con dos lateral de cantera rosa. Presenta tres naves con dos cruceros. La principal de ocho bóvedas, y las laterales de siete. Presenta una cúpula ochavada al centro del mismo. Cuenta con dos capillas en los cubos de las torres. El exterior está cubierto de cantera rosa, característica de la zona. Sus torres son barrocas, de tres cuerpos, columnas salomónicas y hornacinas, sus cupulillas están cubiertas de azulejos. El artesonado de la cúpula está decorado con florones dorados.

### Fachada principal
Posee una fachada barroca diseñada a manera de biombo, similar a la de la Basílica de Santa María de Guadalupe en la Ciudad de México, cuenta con tres cuerpos. Los dos primeros formados por contrafuertes semihexagonales, divididos por columnas salomónicas, seis en cada uno.
Entre estos, se ubican las hornacinas, también seis en los dos cuerpos, en donde se encuentran colocadas las esculturas de los doce apóstoles. Estas esculturas fueron esculpidas en mármol de Carrara por los hermanos Biaggi; fueron encargadas por el obispo Montes de Oca, para reemplazar las anteriores de cantera. Estas esculturas de mármol son réplicas fieles de las que se encuentran en el interior de la Archibasílica de San Juan de Letrán en Roma; además, es el único templo en el mundo con 24 esculturas de los apóstoles: las 12 de mármol en la fachada y las otras 12 de cantera en las orillas del techo del templo. El arco de entrada del primer cuerpo es de medio punto. En el segundo cuerpo se observa un medallón de forma ovalada, que en un principio tenía esculpido el escudo de la ciudad. El tercer cuerpo, formado por barandales que rematan los contrafuertes y en medio de éstos, se ubica el reloj, coronado por un templete que resguarda una escultura de la virgen María. Es uno de los más bellos ejemplos del barroco salomónico de México. A pesar de haber sido restaurada conserva su aspecto original.

### Torres
Originalmente el templo contó con una torre, ubicada al lado sur de 1730 de cal y canto; tiempo después se agregó la torre norte en 1910 en el mismo estilo de cantera gris. Esta fue agregada para resolver una disputa que tenía Eduardo Meade con el obispo Ignacio Montes de Oca y Obregón. Meade financió la construcción de la torre norte de la catedral y a cambio Montes de Oca le permitió construir el Palacio de Cristal donde antes existía el Beaterio de San Nicolás. Es una copia exacta de la primera.
Con motivo de la celebración del Bicentenario de la Independencia de México se instaló un carillón en la torre norte. Es el único en todo México y una de pocas en toda Hispanoamérica que se pueden tocar mediante un teclado y a la vez controlado electrónicamente, en este caso desde los Países Bajos. Fue fabricado en los Países Bajos e inaugurado el 3 de noviembre de 2010. El instrumento que es como un órgano aéreo cuenta con 36 campanas de bronce que mejoran la calidad del sonido. Se hizo un gran esfuerzo entre el gobierno y la sociedad civil para lograr colocar el carillón, cumpliendo el sueño del obispo Montes de Oca que se vio detenido por la Revolución mexicana un siglo antes.

### Interior
Dividido en tres naves; la central con ocho bóvedas, las dos laterales con siete y las tres naves llegan hasta el muro de la calle Morelos. Decorado a la manera neoclásica, es como hoy nos ha llegado, puesto que con la elevación de rango del templo a catedral, sufrió cambios en el interior. De estilo neoclásico, la decoración llevada a cabo en 1896 en las bóvedas y paredes fue realizada por obra de los italianos Claudio Molina y Giuseppe Compiani.
El altar principal se compone de un gran ciprés realizado en mampostería, de dos cuerpos. En el primero se encuentra Luis IX de Francia, el segundo resguarda la imagen de Nuestra Señora de la O. Los altares laterales están realizados en estilo neoclásico. Detrás del altar principal se ubica el coro. Frente al ciprés se ve la mesa del altar, y debajo, escultura de Sebastián de Milán. Es copia de la que existe en las Catacumbas de San Sebastián, en Roma.

## Galería

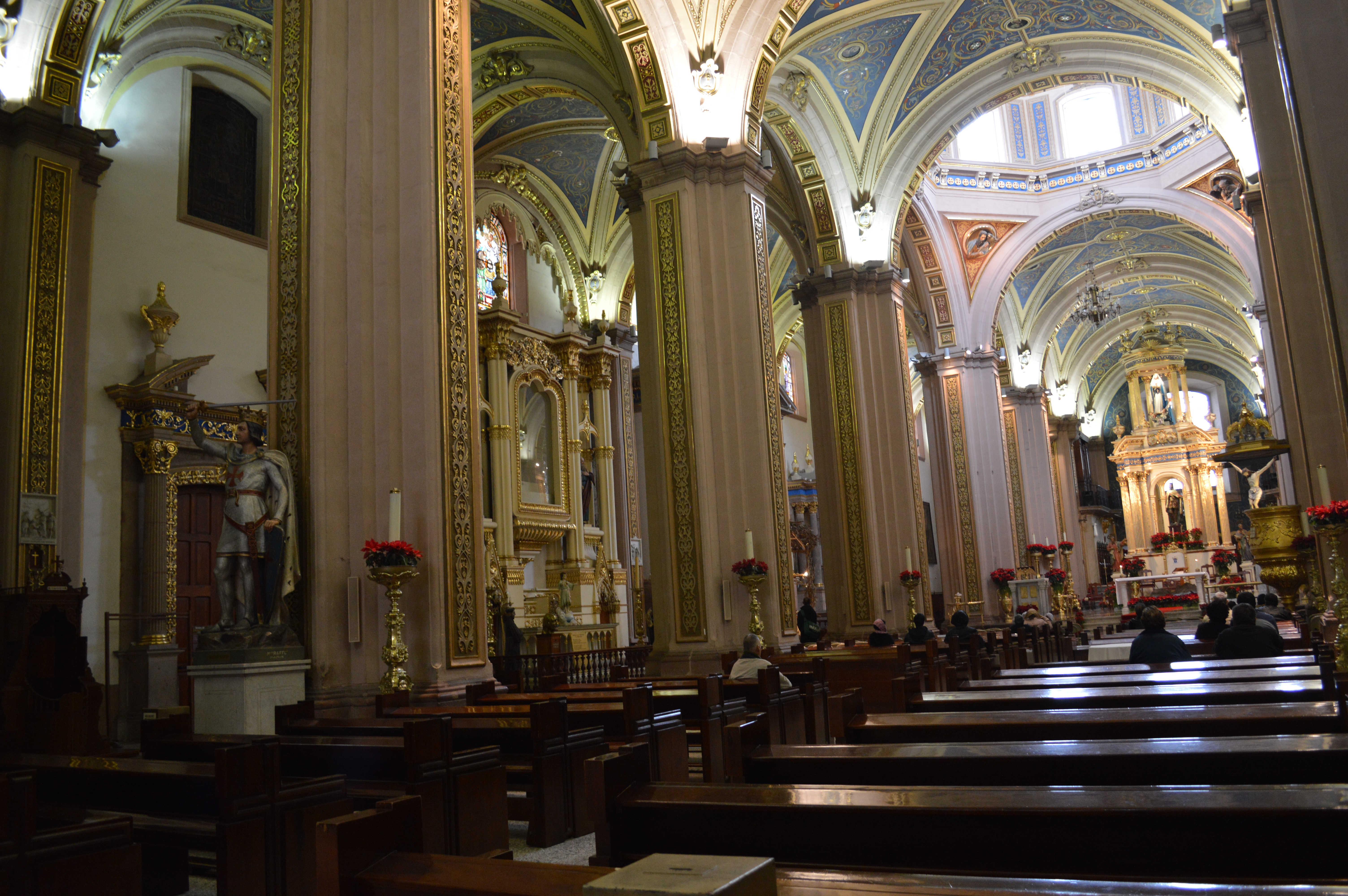
La nave central.
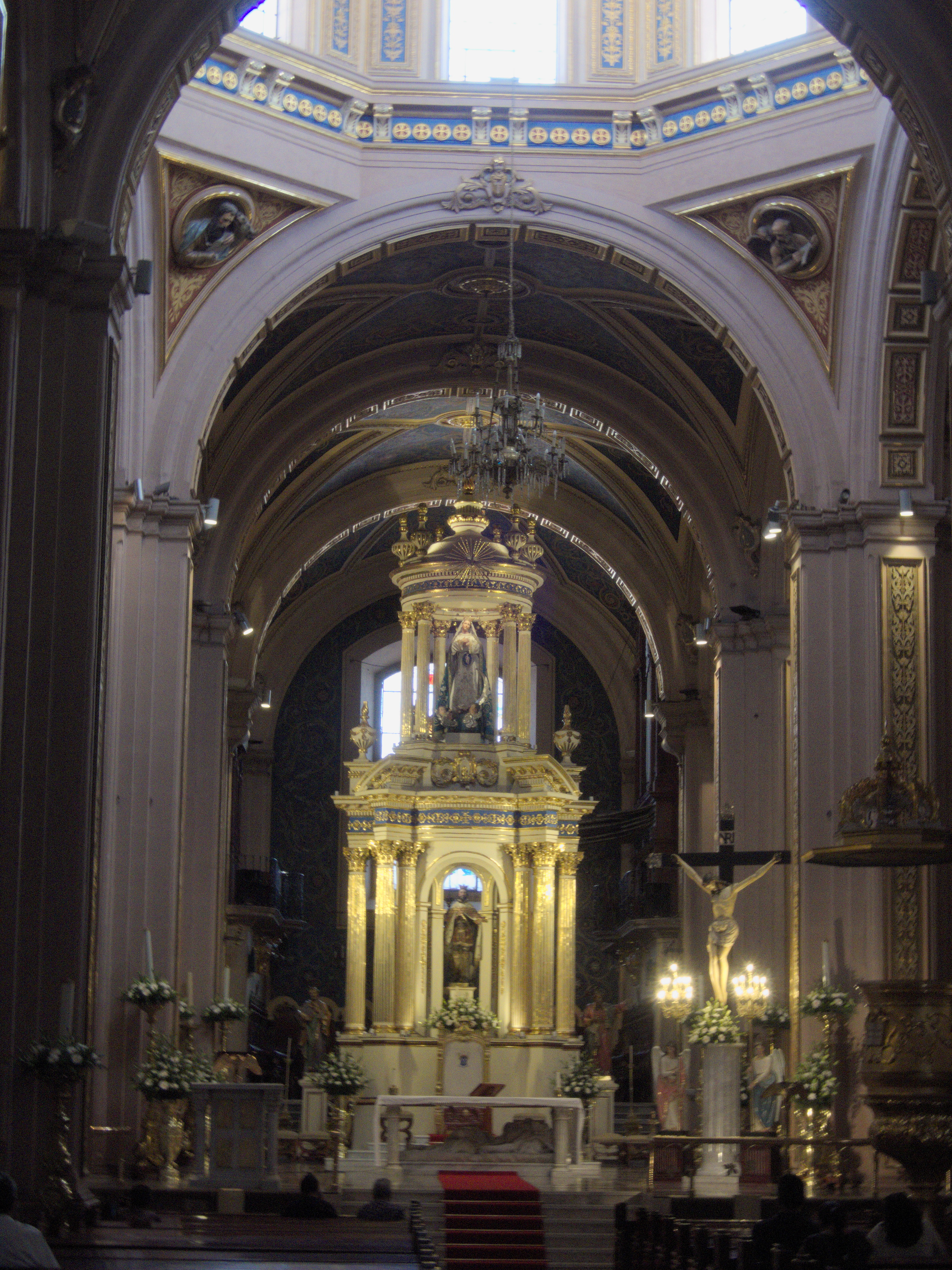
El altar.
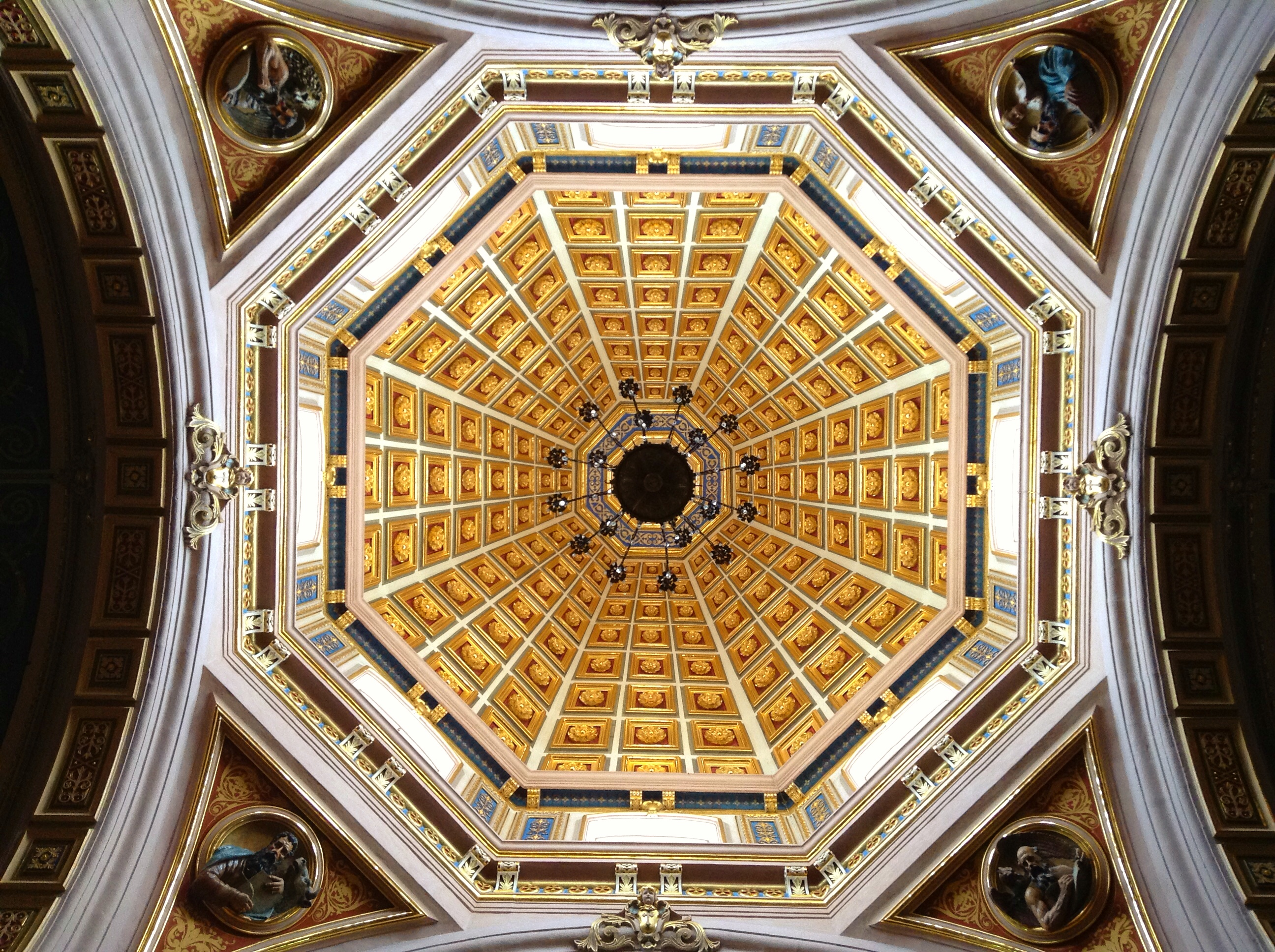
La cúpula.
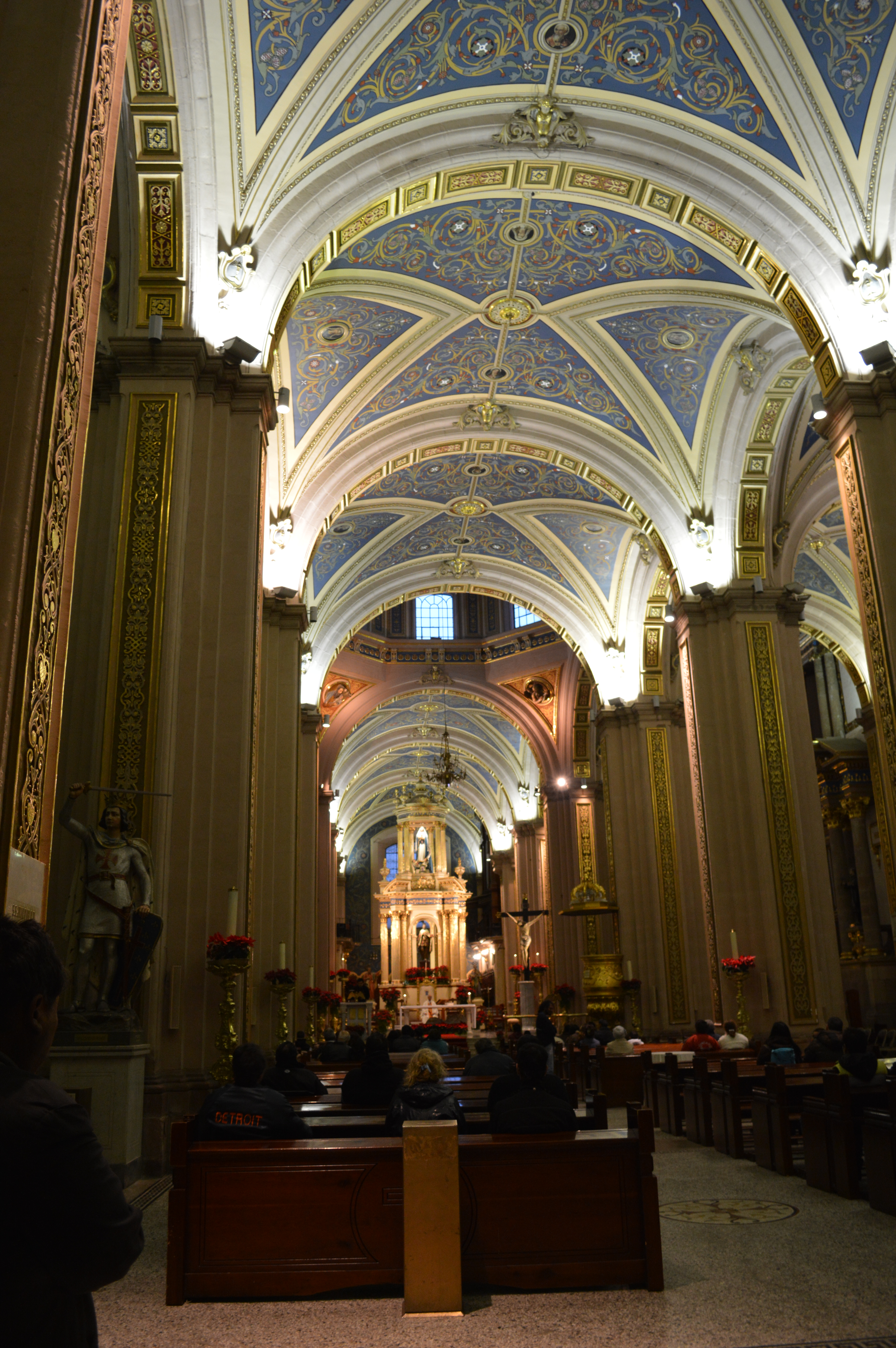
Las bóvedas.
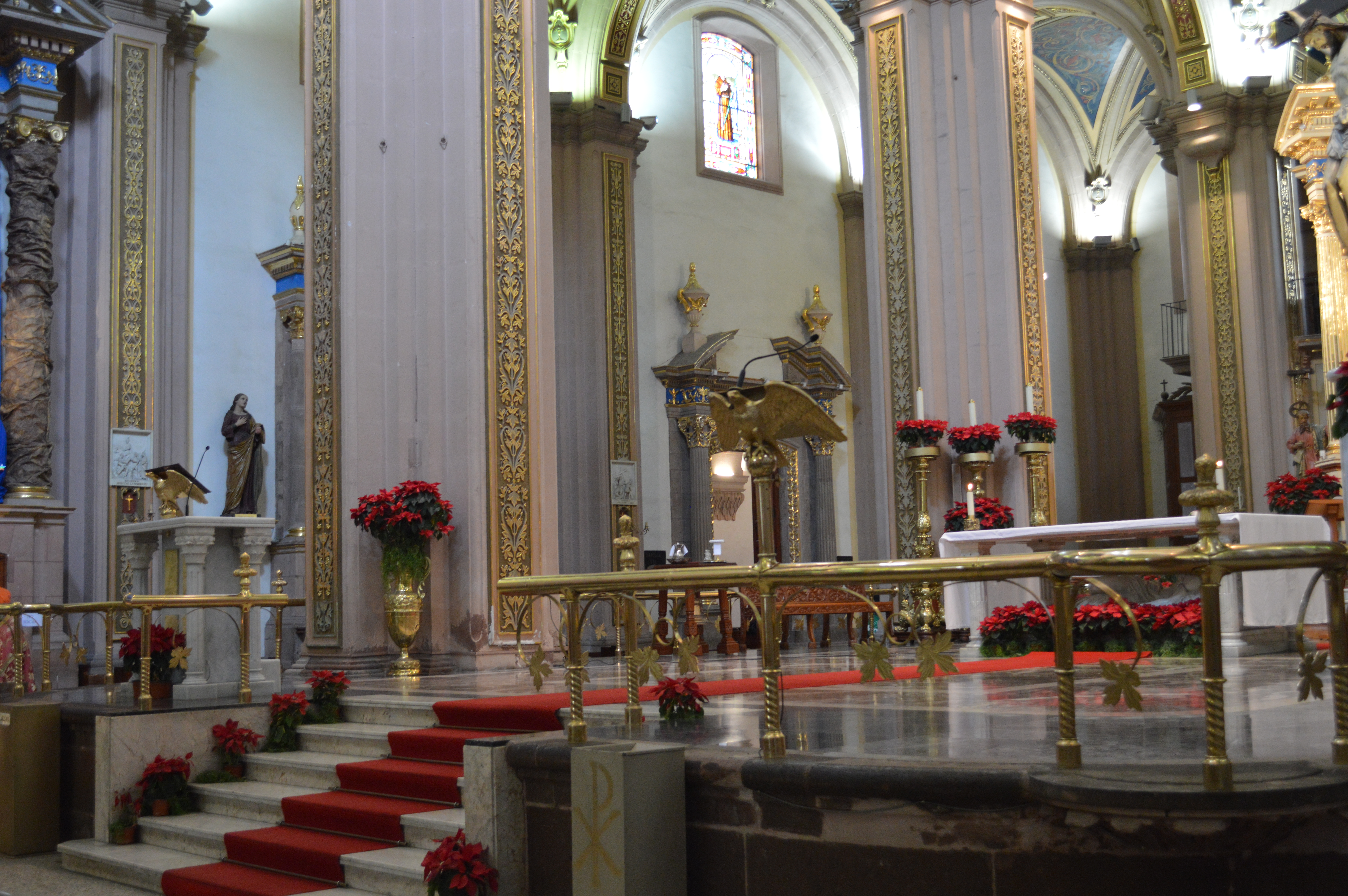
Vista del interior.
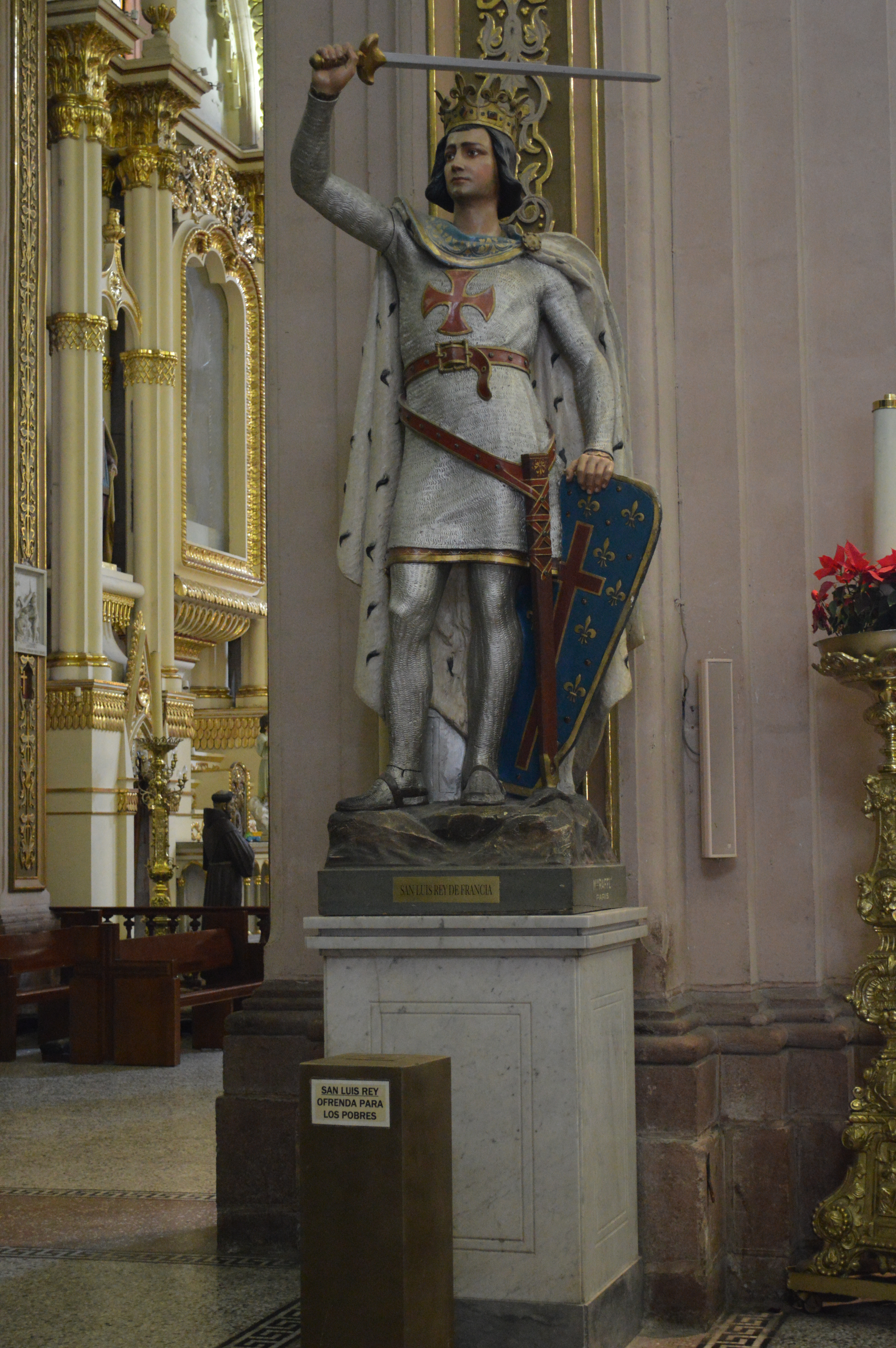
Estatua de San Luis Rey.
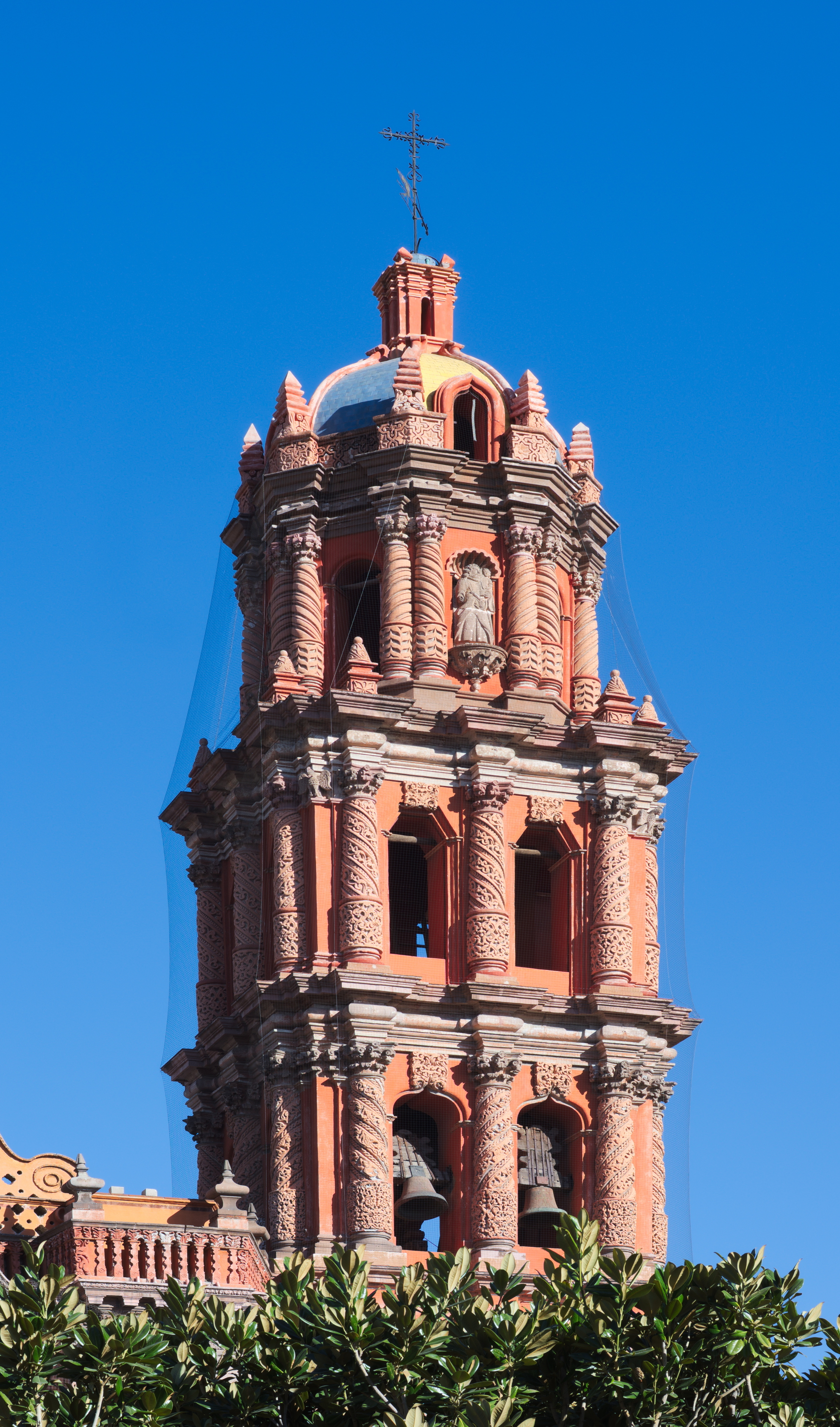
La torre sur.